# Lista tabletów marki Apple
Lista tabletów marki Apple – lista wyprodukowanych tabletów przez firmę Apple. Modele wyprodukowane pod marką Apple.

## 2010
| Model      | Wymiary (mm)         | Masa(g) | Obsługa sieci | Wyświetlacz(cale) | Pamięć               | Aparat cyfrowy | Ogniwo(mAh) | Dodatkowe informacje | Źródło |
| ---------- | -------------------- | ------- | ------------- | ----------------- | -------------------- | -------------- | ----------- | -------------------- | ------ |
| iPad 3G    | 242,8 × 189,7 x 13,4 | 730     | 2G,3G + Wi-Fi | 9.7               | 16,32,64GB 256MB RAM | –              | 5400        | Apple A4             | [ 1 ]  |
| iPad Wi-Fi | 242,8 × 189,7 x 13,4 | 680     | Wi-Fi         | 9.7               | 16,32,64GB 256MB RAM | –              | 6800        | Apple A4             | [ 2 ]  |

2011
| Model  | Wymiary (mm)        | Masa(g) | Obsługa sieci | Wyświetlacz(cale) | Pamięć               | Aparat cyfrowy | Ogniwo(mAh) | Dodatkowe informacje | Źródło |
| ------ | ------------------- | ------- | ------------- | ----------------- | -------------------- | -------------- | ----------- | -------------------- | ------ |
| iPad 2 | 241,2 × 185,7 x 8,8 | 607     | Wi-Fi         | 9.7               | 16,32,64GB 512MB RAM | 0,7 Mpx        | 6930        | Apple A5             | [ 3 ]  |

2012
| Model      | Wymiary (mm)        | Masa(g) | Obsługa sieci      | Wyświetlacz(cale) | Pamięć                 | Aparat cyfrowy | Ogniwo(mAh) | Znany też jako                                                  | Źródło |
| ---------- | ------------------- | ------- | ------------------ | ----------------- | ---------------------- | -------------- | ----------- | --------------------------------------------------------------- | ------ |
| iPad 3     | 241,2 × 185,7 x 9,4 | 652     | Wi-Fi              | 9.7               | 16,32,64GB 1GB RAM     | 5 Mpx          | 11560       | 3th Generation, iPad Wi-Fi Early 2012, MC706LL/A, MC706LLA      | [ 4 ]  |
| iPad 3 LTE | 241,2 × 185,7 x 9,4 | 662     | 2G, 3G, LTE, Wi-Fi | 9.7               | 16,32,64GB 1GB RAM     | 5 Mpx          | 11560       | iPad 3 Wi-Fi + Cellular, iPad Wi-fi + 4G Early 2012             | [ 5 ]  |
| iPad 4     | 241,2 × 185,7 x 9,4 | 652     | Wi-Fi              | 9.7               | 16,32,64,128GB 1GB RAM | 5 Mpx          | 11560       | 4th Generation, MD510LLA, MD510LL/A, MD511LLA, MD511LL/A, A1458 | [ 6 ]  |
| iPad 4 LTE | 241,2 × 185,7 x 9,4 | 662     | 2G, 3G, LTE, Wi-Fi | 9.7               | 16,32,64,128GB 1GB RAM | 5 Mpx          | 11560       | A1460                                                           | [ 7 ]  |
| iPad mini  | 200 × 134,7 x 7,2   | 312     | Wi-Fi              | 7,85              | 16,32,64GB 512MB RAM   | 5 Mpx          | 4400        | MD528LLA, MD528LL/A, MD531LLA, MD531LL/A, A1219                 | [ 8 ]  |

2013
| Model           | Wymiary (mm)      | Masa(g) | Obsługa sieci      | Wyświetlacz(cale) | Pamięć                 | Aparat cyfrowy | Ogniwo(mAh) | Dodatkowe informacje                | Źródło |
| --------------- | ----------------- | ------- | ------------------ | ----------------- | ---------------------- | -------------- | ----------- | ----------------------------------- | ------ |
| iPad Air        | 240 × 169,5 x 7,5 | 469     | Wi-Fi              | 9.7               | 16,32,64,128GB 1GB RAM | 5 Mpx          | 8820        | Apple A7                            | [ 9 ]  |
| iPad Air LTE    | 240 × 169,5 x 7,5 | 478     | 2G, 3G, LTE, Wi-Fi | 9.7               | 16,32,64,128GB 1GB RAM | 5 Mpx          | 8820        | Apple A7                            | [ 10 ] |
| iPad Mini 2     | 200 × 134,7 x 7,5 | 331     | Wi-Fi              | 7,85              | 16,32,64,128GB 1GB RAM | 5 Mpx          | 6471        | iPad mini with Retina display,A1489 | [ 11 ] |
| iPad mini 2 LTE | 200 × 134,7 x 7,5 | 341     | 2G, 3G, LTE, Wi-Fi | 7,85              | 16,32,64,128GB 1GB RAM | 5 Mpx          | 6471        | Retina LTE,A1490                    | [ 12 ] |

2014
| Model            | Wymiary (mm)      | Masa(g) | Obsługa sieci      | Wyświetlacz(cale) | Pamięć                 | Aparat cyfrowy | Ogniwo(mAh) | Znany też jako | Źródło |
| ---------------- | ----------------- | ------- | ------------------ | ----------------- | ---------------------- | -------------- | ----------- | -------------- | ------ |
| iPad Air 2 Wi-Fi | 240 × 169,5 x 6,1 | 437     | Wi-Fi              | 9.7               | 16,32,64,128GB 2GB RAM | 8 Mpx          | 8600        | Apple A8X      | [ 13 ] |
| iPad Air 2 LTE   | 240 × 169,5 x 6,1 | 444     | 2G, 3G, LTE, Wi-Fi | 9.7               | 16,32,64,128GB 2GB RAM | 8 Mpx          | 8600        | A1566, A1567   | [ 14 ] |
| iPad mini 3      | 200 × 134,7 x 7,5 | 331     | Wi-Fi              | 7,85              | 16,32,64,128GB 1GB RAM | 5 Mpx          | 6470        | A1599, A1600   | [ 15 ] |
| iPad Mini 3 LTE  | 200 × 134,7 x 7,5 | 341     | 2G, 3G, LTE, Wi-Fi | 7,85              | 16,32,64,128GB 1GB RAM | 5 Mpx          | 6470        | –              | [ 16 ] |

2015
| Model               | Wymiary (mm)        | Masa(g) | Obsługa sieci      | Wyświetlacz(cale) | Pamięć                 | Aparat cyfrowy | Ogniwo(mAh) | Znany też jako | Źródło |
| ------------------- | ------------------- | ------- | ------------------ | ----------------- | ---------------------- | -------------- | ----------- | -------------- | ------ |
| iPad mini 4         | 203,2 × 134,8 x 6,1 | 299     | Wi-Fi              | 7,85              | 16,32,64,128GB 2GB RAM | 8 Mpx          | 5124        | A1538, A1550   | [ 17 ] |
| iPad Mini 4 LTE     | 203,2 × 134,8 x 6,1 | 304     | 2G, 3G, LTE, Wi-Fi | 7,85              | 16,32,64,128GB 2GB RAM | 8 Mpx          | 5124        | –              | [ 18 ] |
| iPad Pro 12.9 Wi-Fi | 305,7 × 220,6 x 6,9 | 713     | Wi-Fi              | 12.9              | 32,128,256GB 4GB RAM   | 8 Mpx          | 11000       | A1652          | [ 19 ] |
| iPad Pro 12.9 LTE   | 305,7 × 220,6 x 6,9 | 723     | 2G, 3G, LTE, Wi-Fi | 12.9              | 32,128,256GB 4GB RAM   | 8 Mpx          | 11000       | –              | [ 20 ] |

2016
| Model            | Wymiary (mm)      | Masa(g) | Obsługa sieci      | Wyświetlacz(cale) | Pamięć               | Aparat cyfrowy | Ogniwo(mAh) | Dodatkowe informacje | Źródło |
| ---------------- | ----------------- | ------- | ------------------ | ----------------- | -------------------- | -------------- | ----------- | -------------------- | ------ |
| iPad Pro 9.7 LTE | 240 × 169,5 x 6,1 | 444     | 2G, 3G, LTE, Wi-Fi | 9.7               | 32,128,256GB 2GB RAM | 12 Mpx         | 7306        | –                    | [ 21 ] |
| iPad Pro 9.7     | 240 × 169,5 x 6,1 | 437     | Wi-Fi              | 9.7               | 32,128,256GB 2GB RAM | 12 Mpx         | 7306        | A1674, A1675         | [ 22 ] |

2017
| Model    | Wymiary (mm)      | Masa(g) | Obsługa sieci      | Wyświetlacz(cale) | Pamięć           | Aparat cyfrowy          | Ogniwo(mAh) | Dodatkowe informacje | Źródło |
| -------- | ----------------- | ------- | ------------------ | ----------------- | ---------------- | ----------------------- | ----------- | -------------------- | ------ |
| iPad 9.7 | 240 × 169,5 x 7,5 | 478     | 2G, 3G, LTE, Wi-Fi | 9.7               | 32,128GB 2GB RAM | tył 8 Mpx przód 1.2 Mpx | 8827        | –                    | [ 23 ] |